# Dory (lança)
A dory (do grego δόρυ) é uma lança de madeira, usada como arma principal pelos hoplitas (tropas de infantaria pesada) na Grécia Antiga, durante os séculos III e II a.C.

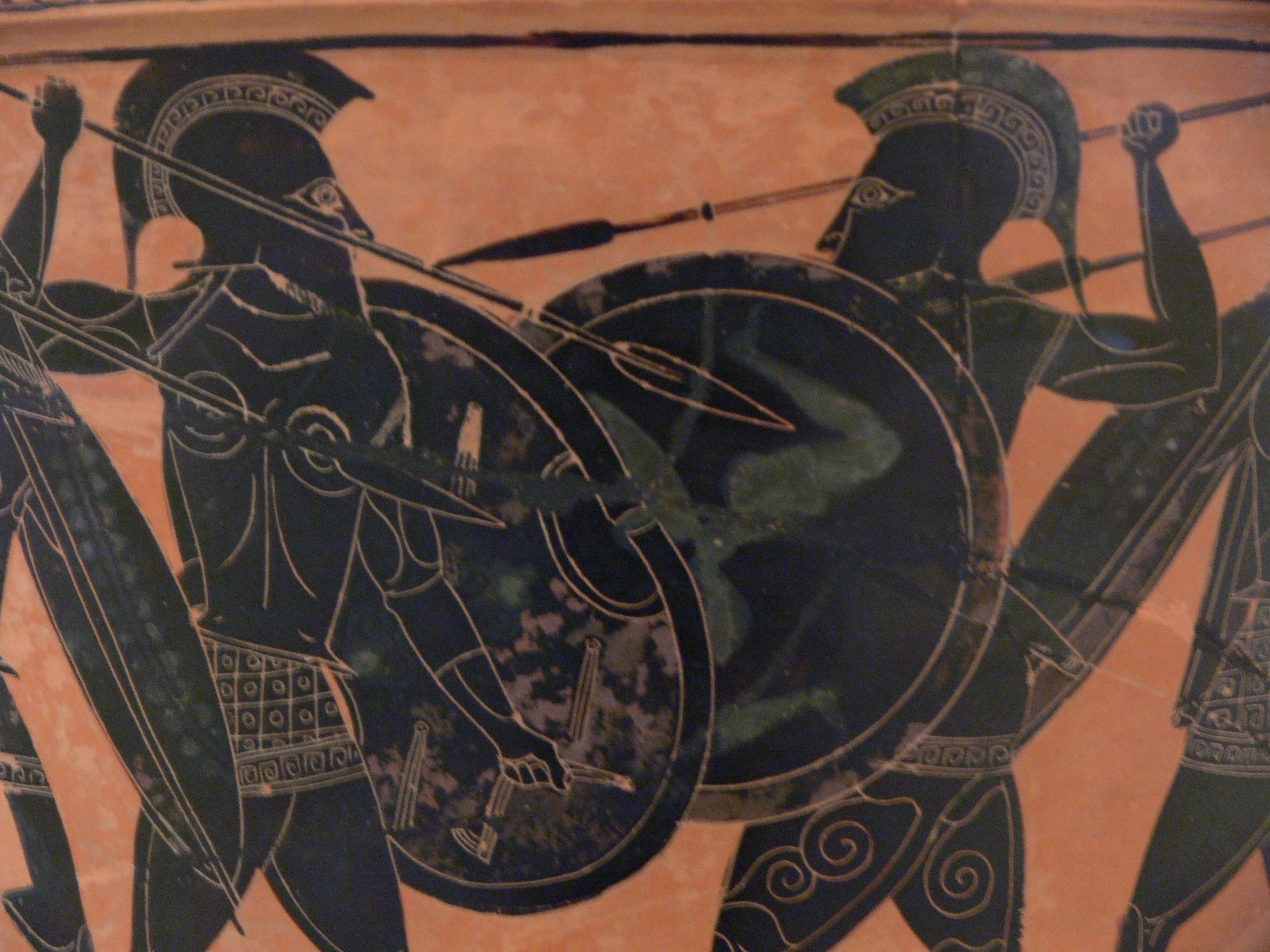
Combate de hoplitas, empunhando dorys e hoplos

## Abonações históricas
As primeiras abonações conhecidas da palavra «dory» são-nos dadas por Homero, na Ilíada e na Odisseia, em que emprega a palavra tanto no sentido de "graveto" , "galho", "madeiro"  e "pértigo" como de "lança". Os heróis homéricos empunhavam duas dorys (Il. 11,43, Od. 1, 256), tratando-se por isso de doríforos. O termo doríforo foi usado amplamente na antiguidade clássica para classificar lanceiros. Por exemplo, é esse o termo empregue por Heródoto nas suas crónicas (t.III l.139), para qualificar o posto militar ocupado por Dário I, quando aquele ainda integrava a guarda real de Cambises II, na campanha egípcia (528–525 a.C.), antes de se ter arvorado na condição de imperador anos mais tarde.
Nos épicos homéricos, e no período clássico em geral, a dory era encarada como um símbolo do poder militar, presuntivamente com um valor emblemático mais preponderante do que a espada (o xifo). Este entendimento depreende-se, com base nalgumas expressões da época como «Tomar Tróia pela dory» (Ilíada tomo 16, l. 708) e δορίκτητος "dorictetos" (o que vence pela dory/lança) e δορυάλωτος "dorialotos" (lit. "captivo da lança"; "aquele que foi feito cativo de guerra à força da lança"), encontrando-se uma abonação desta última expressão, na peça de Eurípedes, «Andrómaca», quando se fala a respeito da personagem Hermíone, filha de Menelau, que é qualificada como cativa de guerra, usando exactamente este termo "δορυάλωτος", na l. 155.

## Feitio
A dory é composta por três peças:
1. a pértiga ou pértigo, que é uma vara estreita, normalmente de freixo ou cornizo;[9][10]
2. a ponta, que é uma peça foliforme e perfurante, geralmente de bronze, por ser mais resistente à corrosão e por ainda ser, rematadamente, uma arma da Idade do Bronze, se bem que posteriormente também se começaram a fazer de ferro;[9][10]
3. e a contraponta, também chamada sauróter (σαυρωτήρ[11][12] lit. "mata-lagartos" do étimo grego sauro- "lagarto"), onde estava ou um espigão ou um pomo esférico, também ele metálico, que assentava normalmente no chão e que podia ser usada, em último recurso, para combater, caso a ponta se partisse ou inutilizasse durante o batalha.[10][9]

O pértigo era revestido por uma tira de pano, na pega, para facilitar e incrementar a aderência às mãos do hoplita.

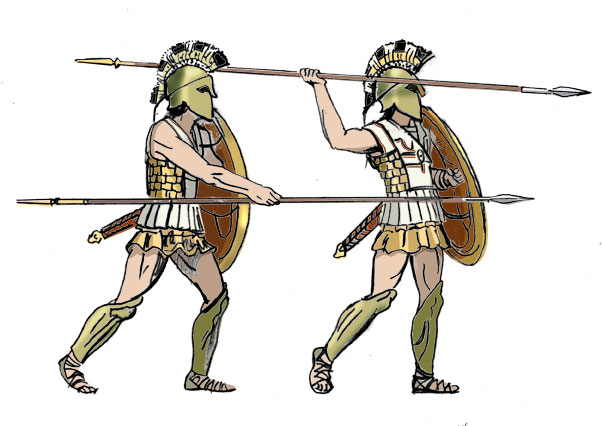
Soldados Hoplitas com dory em riste. Nota-se bem tanto a ponta, que está à frente, como o sauróter (ou contraponta), que está na parte de trás.

A dory teria cerca de 2 a 3 metros de comprimento, 5 centímetros de diâmetro, com uma ponta de ferro de 20 a 30 centímetros e uma contraponta de bronze de cerca de dez centímetros, ambas encaixadas na madeira com aplicações de metal e resina.
Neste ensejo, é relevante contrapô-la à sarissa, lança grega bimanual que, por torno do século II a.C, foi substituindo a dory e que exibe características semelhantes.

## O sauróter
A contraponta da lança era revestida por um esporão ou, mais raramente, uma esfera, que dava pelo nome de sauróter (σαυρωτήρ). Funcionalmente, servia de contrapeso da lança. No entanto, também podia ter outros préstimos, como sendo auxiliar a arrimar a dory ao alto ou ser usada para fins bélicos, como arma (fosse ela perfurante, no caso de ser um esporão, ou contundente, no caso de ser uma esfera) secundária ou de recurso, caso a ponta da dory quebrasse ou ficasse inutilizável.
As dimensões e a distribuição de massa desta lança minimizavam as probabilidades de que a pértiga se rachasse em duas metades tão curtas que não se pudesse usar, de todo, pelo menos uma das pontas.
Havia ainda a vantagem de se poder usar o sauróter, dentro da formação da falange, para chuçar inimigos caídos, sem ter de virar a ponta à dory, que à partida estaria na vertical, o que, pelas suas grandes dimensões, tornaria o acto de revirar a lança maljeitoso e pouco prático, especialmente dentro da formatura, com outros camaradas hoplitas ao pé.

## Uso
Apesar do seu alcance ser reduzido, porquanto a dory era pesada demais para poder ser considerada uma arma de arremesso, o comprimento da pértiga era grande o suficiente para garantir que era possível impor a distância sobre o adversário, minimizando o contra-ataque à queima-roupa, por parte do inimigo.

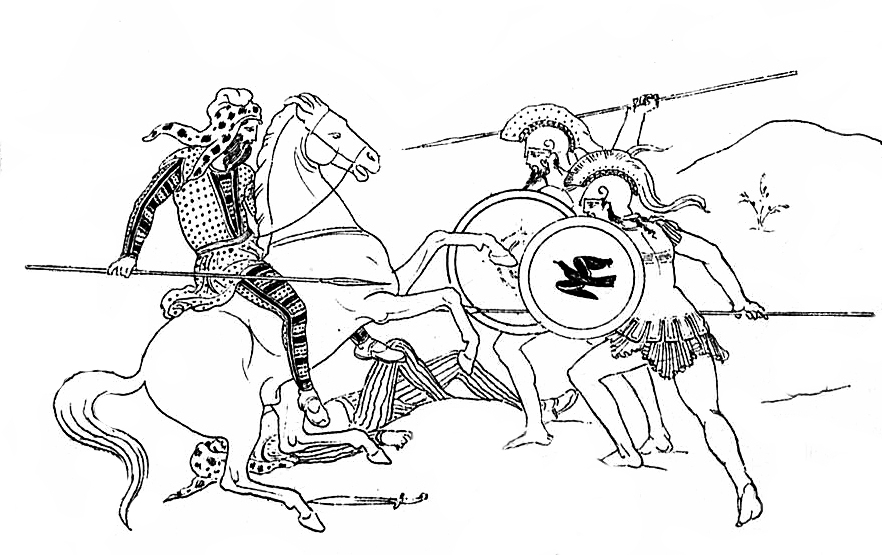
Cavalaria persa aqueménida em confronto com Hoplitas gregos, relevo de um Stoa Pecile

Tal como o xifo, a dory era uma arma monomanual, empunhada na mão direita, para deixar livre a mão esquerda, que segurava o escudo (áspide), o chamado hóplon.
A lança usada no Império Aqueménida, quer sob o comando de Dário I, quer sob o comando de Xerxes I, na pendência das suas respectivas campanhas contra os gregos, era mais curta do que a dory grega.
Por este motivo, os hoplitas, quando lutaram contra os persas, puderam valer-se da dory para poder defrontar diferentes frentes de combate em simultâneo, ao impor distância sobre os adversários.
A dory não era um dardo, pelo que não é considerada uma lança de arremesso, era demasiado pesada para que pudesse ser destinada a esse fim. Foi antes ideada para o combate entre falanges, para ser usada por tropas de infantaria pesada, escudada com áspides e elmos de bronze.
A dory era também de grande proveito para repelir as investidas da cavalaria, com efeito, encontra-se uma grande profusão de representações artísticas da época, como a dos relevos do Stoa Pecile, que mostram hoplitas gregos a enfrentar tropas da cavalaria persa, servindo-se de dorys.
Os hoplitas, regra geral, figuravam no campo de batalha mais couraçados do que outras tropas bárbaras (não-gregas) suas contemporâneas.